# Sonderfall
Il Sonderfall (dal tedesco «caso particolare») è un concetto della tradizione culturale e politica della Svizzera, riferito alla particolarità del contesto in cui si è sviluppata la Confederazione elvetica rispetto al resto dell’Europa; sebbene non sia ben precisato dal punto di vista analitico e molti aspetti della sua origine e diffusione non siano stati completamente chiariti, in generale tale costruzione ideologica fa riferimento alle peculiarità che contraddistinguono il suo popolo e le sue istituzioni politiche, e che hanno contribuito a collocare la Svizzera in una posizione unica nel continente e nella comunità internazionale. Si tratta, comunque, di un concetto prettamente svizzerotedesco, che non conosce un corrispettivo in francese o in italiano, lingue in cui viene pertanto utilizzato il termine tedesco.

## Caratteristiche delSonderfall
Alcuni aspetti spesso citati del Sonderfall sono:
- il contrasto risultante dal confronto con gli stati confinanti alla fondazione dello Stato federale: piccolo contro grande, repubblicano contro monarchico, variegato contro unitario dal profilo linguistico e religioso;
- la posizione geografica della Svizzera tra le Alpi e il riconoscimento degli svizzeri come «nazione di contadini»;
- alcuni presunti effetti del paesaggio e del clima alpini sulla mentalità delle persone: sono contemplate anche virtù quali la dedizione al lavoro, la parsimonia, la pulizia e il rispetto degli impegni presi, che pur non venendo rivendicate in maniera esclusiva, caratterizzano fortemente l’identità della Nazione;
- l’identificazione della Svizzera moderna (ma anche della Vecchia Confederazione) come Willensnation («nazione per scelta»), e di conseguenza la tradizione del federalismo;
- la neutralità in politica estera e l’astensione dalla politica delle grandi potenze europee;
- una tradizione di libertà personale e di democrazia diretta.

Secondo lo storico Hans-Ulrich Jost, la strategia del Sonderfall è stata utilizzata come «argomento opportunista permanente» per non impegnarsi negli obblighi internazionali, a partire dalla prima guerra mondiale in poi. Questa tesi è stata anche strumentalizzata per giustificare la collaborazione economica tra la Svizzera ed il Terzo Reich durante la seconda guerra mondiale e col Sudafrica durante l'Apartheid.

## Storia
Sebbene la costruzione ideologica della nazione svizzera sia iniziata più verso la fine del XV e l’inizio del XVI secolo, tramite l'elaborazione dei miti di fondazione della Svizzera, il concetto di Sonderfall entrò nel vocabolario politico nazionale tra il XIX e il XX secolo, per effetto del cosiddetto nation building, nell'ambito del consolidamento e della difesa dello Stato federale e con la presa di distanza dai vicini europei; esso divenne dunque un elemento fisso dell’identità nazionale. Una prima testimonianza è il celebre discorso La neutralità di noi svizzeri (Unser Schweizer Standpunkt), tenuto il 14 dicembre 1914 dallo scrittore Carl Spitteler, in cui auspicava all'inizio della Prima guerra mondiale l'unità della Svizzera neutrale; negli anni 1930-50, i sostenitori della Difesa spirituale si riallacciarono ancora alla tesi del Sonderfall per distinguersi dalle ideologie totalitarie. Alle sfide poste dall'integrazione europea nel dopoguerra, poi, Herbert Lüthy rispose con il saggio La Suisse à contre-courant (1961), rappresentando l'opinione di molti con il richiamo alla "Svizzera controcorrente". Intanto numerosi politici e intellettuali videro nel federalismo, nella democrazia diretta e nel plurilinguismo svizzeri un modello per il futuro sviluppo dell'Europa. Anche nei confronti del Terzo mondo, si riteneva che la Svizzera godesse di uno statuto particolare tra i Paesi occidentali, in virtù della sua neutralità, della tradizione umanitaria e della presunta mancanza di un passato colonialista. Fino agli anni 1970-80 il concetto di Sonderfall ebbe dunque una connotazione positiva, ma successivamente il movimento di contestazione del 1968 e gli ambienti critici nei confronti della società lo considerarono una visione della storia rivolta al passato e una concezione retrograda e stereotipata sul ruolo della Svizzera nel mondo. Cionondimeno, l'idea ritrova dei sostenitori (specialmente tra i conservatori) negli anni ’90, sull’onda del dibattito suscitato dalla votazione popolare sull’adesione della Svizzera all'Unione europea.

## Citazioni
Nel 1990, una nota del Dipartimento federale degli affari esteri relativo all'adesione della Svizzera alle Nazioni Unite indica che:
«La questione della posizione del nostro paese nel mondo è uno dei temi più importanti del momento e una delle più grandi sfide della politica interna ed estera della Svizzera. Alcuni concetti tradizionali come il «Sonderfall svizzero» devono essere adattati alla nuova situazione ed essere ridefiniti».